# اینگر نیلسون
اینگر نیلسون (سوئدی: Inger Nilsson؛ زادهٔ ۴ مهٔ ۱۹۵۹) بازیگر و خواننده اهل سوئد است. وی از سال ۱۹۶۹ میلادی تاکنون مشغول فعالیت بوده‌است.
از فیلم‌ها یا برنامه‌های تلویزیونی که وی در آن نقش داشته است می‌توان به پی‌پی جوراب‌بلنده اشاره کرد.